# Monika Písečná
Monika Písečná, geborene Monika Baňovičová, (* 28. August 1995) ist eine slowakische Leichtathletin, die sich auf den Sprint spezialisiert hat.

## Karriere
Im Jahr 2014 startete Monika Písečná bei den Juniorenweltmeisterschaften 2014 in der US-amerikanischen Stadt Eugene und startete dort im Dreisprung. Mit einer Weite von 12,81 Meter schied sie im Hayward Field in der Qualifikation aus. Im Laufe ihrer Karriere spezialisierte sie sich auf die Sprintdisziplinen und sicherte sich 2019 im 60-Meter-Hürdenlauf ihren ersten und bisher einzigen slowakischen Meistertitel in der Halle.